# Chelonogastra orbiculata
Chelonogastra orbiculata är en stekelart som beskrevs av Charles Thomas Brues 1924. Chelonogastra orbiculata ingår i släktet Chelonogastra och familjen bracksteklar. Inga underarter finns listade i Catalogue of Life.